# 10. Sicherungs-Division
Die 10. Sicherungs-Division war ein Großverband der deutschen Kriegsmarine im Zweiten Weltkrieg.

## Geschichte
Die Division wurde zum 3. Februar 1944 durch die Marinegruppenkommando Süd für Sicherungsaufgaben im Bereich des westlichen Schwarzen Meeres aufgestellt und alle Seestreitkräfte in diesem Bereich zusammengefasst. Das Stabshauptquartier lag im rumänischen Konstanza. Der Divisionskommandeur war gleichzeitig Chef des Stabs der rumänischen Seestreitkräfte und Geleitchef Schwarzes Meer. Die Division wurde im Juni 1944 im Zuge des deutschen Rückzuges aus Rumänien aufgelöst und die 1. Küstenschutzflottille Schwarzes Meer (Konstanza) und die 2. Küstenschutzflottille Schwarzes Meer (Sulina) gebildet.
Am 2. Dezember 1944 wurde die 10. Sicherungs-Division für Sicherungsaufgaben im Bereich mittlere Ostsee (von Rixhöft bis Flensburg) neu aufgestellt. Dafür wurden die dem B.S.O. unterstellten Sicherungsflottillen in der Division zusammengefasst und einsatzmäßig dem Kommandierenden Admiral westliche Ostsee unterstellt. Die Dienststelle des B.S.O. wurde aufgelöst und der B.S.O. Hans Bütow wurden mit seinem Stab zur Divisionsführung überführt. Zusätzlich wurde die 1. Landungs-Division zur Aufstellung der Division herangezogen. Das Stabshauptquartier lag zunächst Swinemünde in Pommern und ab März 1945 in Kopenhagen in Dänemark. Dem Einsatzgebiet der Division schloss sich in der Danziger Bucht bis Kurland das Einsatzgebiet der 9. Sicherungs-Division an. Die Wilhelm Gustloff lag Anfang 1945 im maritimen Verantwortungsgebiet der 9. und 10. Sicherungs-Division vor Anker, lief dann aber ohne Sicherungsschiffe der Divisionen Ende Januar 1945 aus dem Hafen Gotenhafen aus.
Die Division wurde im Mai 1945 aufgelöst, wobei Teile der Division zu Kriegsende in die Minenräumdivisionen der GMSA überführt wurden.
Ab März 1945 war das Hauptquartier der Division auf der Reiher.

## Kommandeure
- Kapitän zur See Kurt Weyher (Januar 1944 bis Juni 1944)
- Konteradmiral Hans Bütow (Dezember 1944 bis Januar 1945)
- Fregattenkapitän Hugo Heydel (Februar 1945 bis Mai 1945)

## Gliederung
10. Sicherungs-Division (1)
- 1. U-Bootsjagdflottille
- 3. U-Bootsjagdflottille (mit der Auflösung der Division ebenfalls aufgelöst und der 2. Küstenschutzflottille Schwarzes Meer zugeordnet,[3] nach erneuter Aufstellung Ende 1944 zur 9. Sicherungs-Division)
- 23. U-Bootsjagdflottille (mit der Auflösung der Division ebenfalls aufgelöst und der 1. Küstenschutzflottille Schwarzes Meer zugeordnet)[3]
- 30. Geleitflottille (mit der Auflösung der Division ebenfalls aufgelöst und der 1. Küstenschutzflottille Schwarzes Meer zugeordnet)[3]
- 31. Geleitflottille (mit der Auflösung der Division ebenfalls aufgelöst und der 2. Küstenschutzflottille Schwarzes Meer zugeordnet)[3]
- 3. Räumbootsflottille
- 1. Landungsflottille
- 3. Landungsflottille
- 5. Landungsflottille
- 7. Landungsflottille (mit der Auflösung der Division ebenfalls aufgelöst)
- 4. Transportflottille
- 5. Transportflottille
- Minenschiff Romania

zugeteilt:
- 3. Artillerieträgerflottille (2)

10. Sicherungs-Division (2)
- 1. Sicherungsflottille
- 2. Sicherungsflottille
- 20. Vorpostenflottille
- 2. Minensuchflottille
- 3. Räumbootsflottille kurz vor Kriegsende mit dem Begleitschiff M 535 (ex Gazelle, ex Hela, ex M 135)
- 14. Räumbootsflottille
- 3. Sperrbrecherflottille

zugeteilt:
- 3. Artillerieträgerflottille (3) (ab Januar 1945)
- 5. Artillerieträgerflottille (ab Februar 1945 von der 8. Sicherungs-Division)
- 8. Artillerieträgerflottille (ab April 1944)